# Leptoseps poilani
Leptoseps poilani là một loài thằn lằn trong họ Scincidae. Loài này được Bourret mô tả khoa học đầu tiên năm 1937.